# Congresso di Tours
Il Congresso di Tours, tenutosi dal 25 al 30 dicembre 1920, segnò la decisione di aderire alla Terza Internazionale da parte della SFIO, fatto che portò ad una sofferta scissione.
Per gli scissionisti la crisi all'interno del movimento popolare nasceva anche dalla difficoltà di comunicazione, determinata dalla negazione del pluralismo all'interno dei partiti socialisti europei dovuto alla crescita all'interno di essi della parte bolscevica, forte della situazione che si era venuta a creare in Russia.
La crisi era dovuta anche alla disfatta delle elezioni del 1919, dovuta anche ad un cambiamento della legge elettorale, ed al fallimento dello sciopero generale del maggio 1920.
Dalla scissione sarebbe nato lo SFIC (Sezione francese dell'internazionale comunista), il futuro Partito comunista francese.
Questa situazione si sarebbe ricreata anche in altri Paesi europei, causando spesso fratture e contrasti che sarebbero sfociati anche in guerra aperta tra le varie componenti dei partiti operai, come successe in Germania ed in Spagna.